# Kanal Belooziorskij
Kanal Belooziorskij (vitryska: Белаазёрскі канал) är en kanal i Belarus.   Den ligger i voblasten Brests voblast, i den sydvästra delen av landet, 270 km sydväst om huvudstaden Minsk.
Omgivningarna runt Kanal Belooziorskij är en mosaik av jordbruksmark och naturlig växtlighet. Runt Kanal Belooziorskij är det ganska glesbefolkat, med 26 invånare per kvadratkilometer.